# Gravity (LUNA SEAの曲)
「gravity」（グラヴィティ）は、LUNA SEAが2000年3月29日に発売した12枚目のシングル。初回限定盤は特殊ジャケット仕様。
台湾では2000年4月7日発売。

## 解説
前作より約1年9ヶ月ぶりとなるシングルで、初のマキシシングルとなり、収録曲数も従来のシングルより1曲多い3曲となった。また、このシングルから終幕後発売した映像作品「THE FINAL ACT」まで、今までインディーズ時代から使用していたバンドのロゴがリニューアルされている（現在は再び旧ロゴを使用）。

## 収録曲
全作詞･作曲･編曲:LUNA SEA
1. gravity

INORAN原曲[2]。 映画『アナザヘヴン』主題歌に抜擢され、同時期にテレビ朝日系で放送されたドラマ『アナザヘヴン～eclipse～』主題歌にもなった。
詞はINORANが書いたものにRYUICHIが補作したという。
このシングル発売前の「START UP GIG 2000」（2000年1月1日、Zepp Tokyo）で新曲として初披露された。
終幕後、INORANがこの曲を自身のソロライブでセルフカバーしたことがあり、その模様はINORANのライブビデオ／DVD「THE LAST NIGHT」で見る事ができる。INORANは「春に発売されたが、どっちかというと秋っぽい曲」と語っている。
2. inside you

真矢原曲。
LUNA SEAの曲の中で唯一、真矢が詞･曲ともに作った曲。
3. My Lover

SUGIZO原曲。映画／ドラマ「アナザヘヴン」の挿入歌に使用された。
「gravity」と同じく「START UP GIG 2000」で初披露された。

## 収録アルバム
- gravity
  - LUNACY　
  - PERIOD 〜THE BEST SELECTION〜
  - SLOW
  - LUNA SEA COMPLETE BEST
  - LUNA SEA 3D IN LOS ANGELES
  - LUNA SEA COMPLETE BEST -ASIA LIMITED EDITION-
  - LUNA SEA 25th Anniversary Ultimate Best -THE ONE-
  - NEVER SOLD OUT 2
- inside you
  - another side of SINGLES II
- My Lover
  - another side of SINGLES II
  - NEVER SOLD OUT 2

## 補足
今作からアルバム「LUNACY」までのジャケットに載っているマネキンのようなキャラクターは「トム」と呼ばれ、メンバー5人の顔のパーツをCGで合成して作成したものである。
最後の週間1位獲得曲で、売上枚数は28.3万枚。